# Анно I (епископ Кёльна)
Анно I (лат. Anno I; умер 24 декабря около 715) — епископ Кёльна с приблизительно 711 года.

## Биография
Анно I — один из многих кёльнских епископов VI—VIII веков, о которых почти ничего не известно. Не сохранилось никаких сведений ни о его происхождении, ни о ранних годах жизни. В наиболее раннем из средневековых списков глав Кёльнской епархии, созданном во времена Виллиберта, Анно I не упомянут. В остальных подобных каталогах он назван епископом между Гизо и Фарамундом. Восшествие Анно I на епископскую кафедру в Кёльне датируется приблизительно 711 годом.
Когда Анно I управлял Кёльнской епархией, его ауксиларием был святой Свиберт Кайзерсвертский. По повелению епископа при церкви Святого Северина была создана монашеская общины.
Анно I был инициатором перенесения мощей святого Ламберта из Маастрихта в Льеж.
Анно I умер около 715 года и был похоронен в кёльнской церкви Святого Северина. Днём его смерти в средневековых литаниях названо 24 декабря.